# Henri Préaux
Pour les articles homonymes, voir Préaux.
Henri Préaux est un rameur français né le 25 novembre 1911 à Loivre (Marne) et mort le 21 février 1992 à Reims. 

## Biographie
Henri Préaux dispute avec les frères Armand et Édouard Marcelle l'épreuve de deux avec barreur aux Jeux olympiques d'été de 1928 à Amsterdam et remporte la médaille d'argent. 